# Grand Hotel Europa

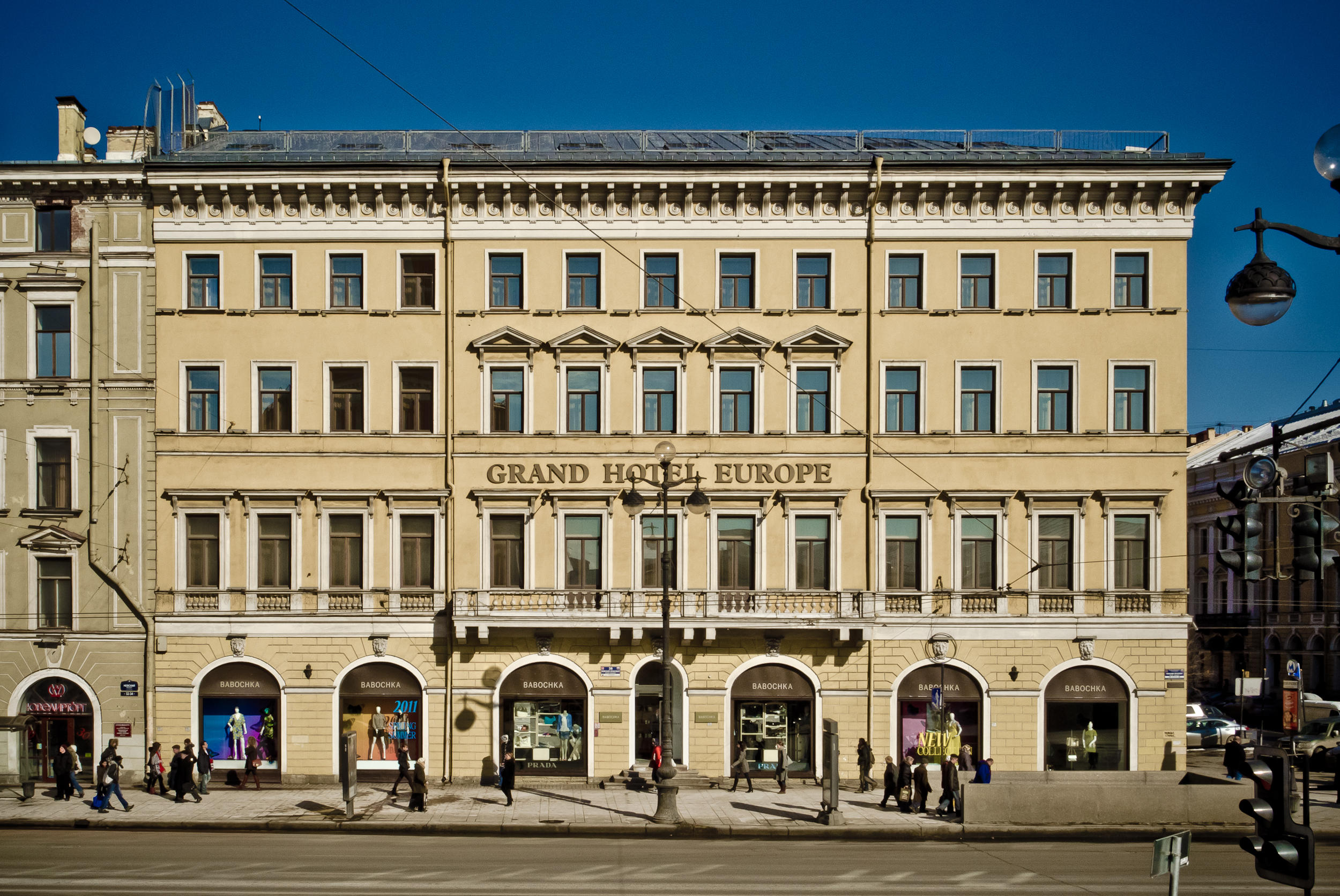
Belmond Grand Hotel Europe.

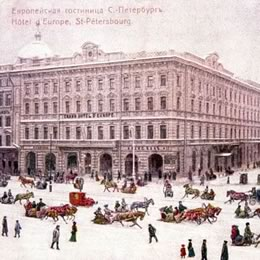
El hotel se sitúa en la intersección de la Avenida Nevski y la calle Mijáilovskaya.

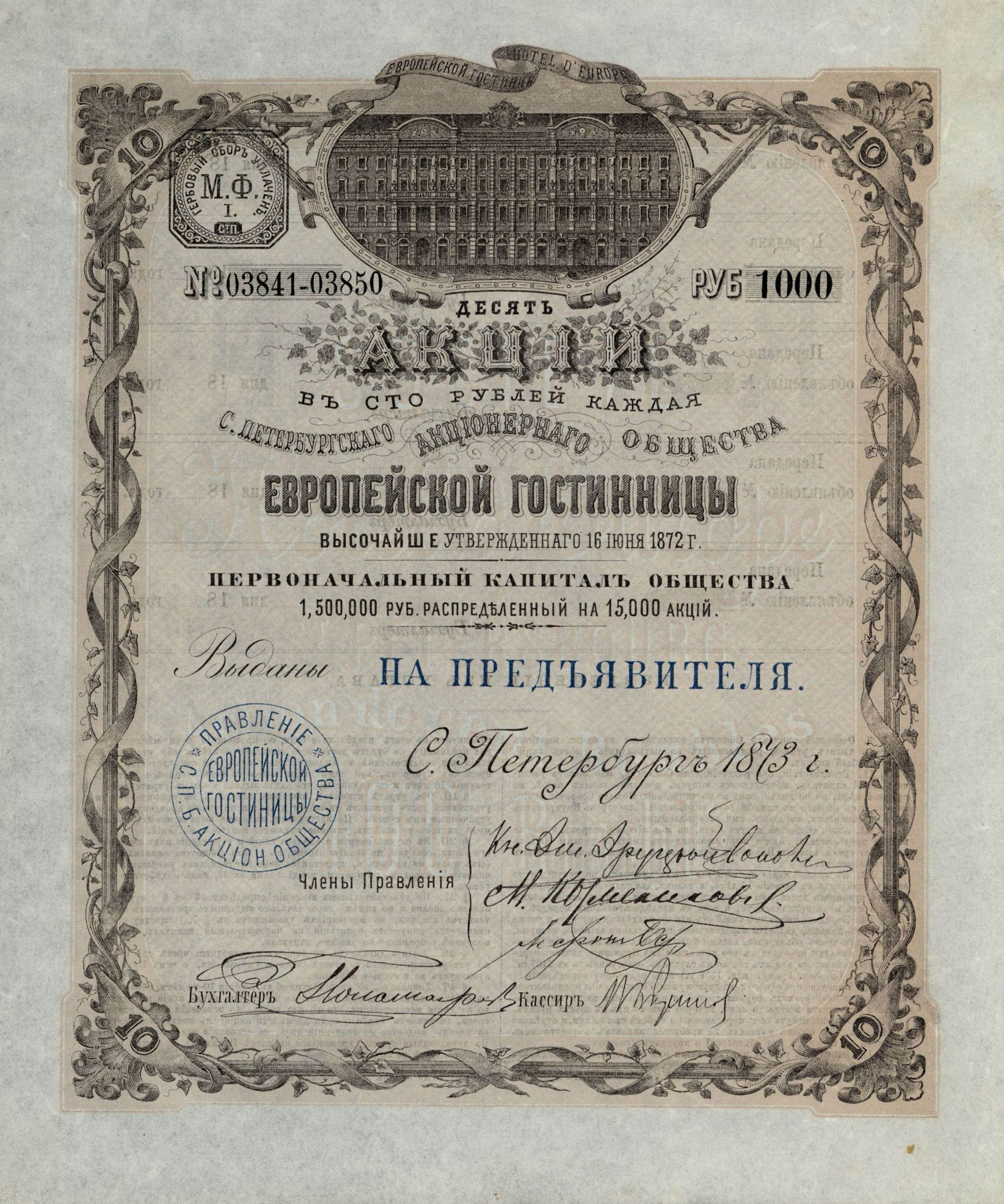
Acción de la compañía Hotel Europe de San Petersburgo, emitida en 1873.

El Belmond Grand Hotel Europe (en ruso, Гранд Отель Европа); conocido como Hotel Evropéiskaya durante el período soviético) se encuentra entre los tres hoteles de cinco estrellas más lujosos de San Petersburgo (Rusia), junto con el Hotel Corinthia y el Hotel Astoria.
El Grand Hotel Europe abrió sus puertas al público el 28 de enero de 1875, sustituyendo a otro establecimiento hotelero que se situaba en el mismo solar. Sus interiores de mármol y oro, sus imponentes escalinatas y su elegante mobiliario lo convirtieron en uno de los hoteles de referencia de la Europa del siglo XIX, y atrajeron a visitantes de renombre, como Iván Turguénev, Piotr Ilich Chaikovski, Claude Debussy, H. G. Wells, Ígor Stravinski, Gustavo V de Suecia, Elton John, y Jacques Chirac, por citar tan sólo el nombre de unas pocas personalidades.
En la década de 1910, fue remodelado en estilo Art Nouveau, según los diseños de Fiódor Lidvall y Leon Benois. La última gran remodelación tuvo lugar entre 1989 y 1991.
Algunas escenas de la película GoldenEye, de la saga de James Bond, figuran en este hotel. Sin embargo, en la realidad, ninguna de estas escenas se rodaron en realidad aquí. Para los exteriores se utilizó el Langham Hotel de Londres, mientras que los interiores se grabaron en un estudio.
El hotel fue rebautizado con el nombre Belmond Grand Hotel Europe en 2014, cuando la compañía que lo posee, Hoteles Orient Express, cambió su nombre por el de Belmond Ltd.